# Eliseo B. Sánchez
Eliseo B. Sánchez Medina (General Bravo, Nuevo León; 14 de junio de 1903 - Monterrey, Nuevo León; 5 de noviembre de 1978) fue un profesor y político mexicano que fue alcalde de Monterrey entre 1941 y 1942.

## Biografía
Nació en General Bravo, Nuevo León, el 14 de junio de 1903, a las seis de la tarde, siendo hijo de Juan Sánchez Flores y de Celestina Medina de la Rosa. Se graduó como profesor por la Escuela Normal de Nuevo León en 1922, y trabajó en las escuelas oficiales de Marín, Lampazos y otras. Fue catedrático de la Escuela Industrial "Álvaro Obregón", inspector escolar desde 1932, director general de educación en Nuevo León en 1939-40, alcalde de la ciudad de Monterrey entre 1941-42, diputado local a la LIV Legislatura en 1955-58 y Oficial Cuarto del Registro Civil.